# Lagerordningen
Lagerordningen (Laurales) är en ordning av gömfröväxter. Den tillhör varken de enhjärtbladiga växterna eller trikolpaterna, utan är placerad i undergruppen magnoliider. I Laurales finns mellan 2 500 och 2 800 arter i 85–90 släkten. Växterna är träd och buskar. De flesta är tropiska eller subtropiska, men några få släkten finns i tempererade områden.
De äldsta fossila fynden av Laurales är från undre krita. Det är möjligt att en av orsakerna till ordningens mycket varierande morfologi är att den funnits mycket länge. I nutid finns ingen gemensam morfologisk egenskap hos samtliga arter i ordningen. Att gemensamma egenskaper saknas har orsakat många diskussioner mellan botaniker angående klassificeringen av familjer och släkten i Laurales. Enligt Angiosperm Phylogeny Group, som baserar sin klassificering på DNA-analyser, ingår följande familjer:
- Atherospermataceae
- Boldoväxter (Monimiaceae)
- Gomortegaceae
- Hernandiaceae
- Kryddbuskeväxter (Calycanthaceae)
- Lagerväxter (Lauraceae)
- Siparunaceae

Även i det äldre Cronquistsystemet ingick dessa familjer, men Atherospermataceae och Siparunaceae ingick i boldoväxterna. Därutöver ingick Amborellaceae, som nu är oplacerad och som tros vara släkt med samtliga övriga familjer i gömfröväxterna. Ibland anges att Amborellaceae kan utgöra en egen ordning, Amborellales. Cronquist inkluderade även Trimeniaceae i Laurales, men den är nu placerad i Austrobaileyales.